# I'll Stand by You
«I'll Stand by You» de The Pretenders es el segundo sencillo incluido dentro de su sexto álbum de estudio titulado Last of the Independents. Lanzado en 1994, fue escrito por Chrissie Hynde, Tom Kelly y Billy Steinberg, considerándose el último gran éxito de la banda hasta el momento.
La canción es una balada que trata acerca del amor incondicional que se profesa a alguien que está atravesando un momento difícil, aunque algunas interpretaciones apuntan más hacia esa clase de amor al que se implora ayuda únicamente cuando se necesita. La canción ha tenido innumerables versiones como las de: Girls Aloud y Rod Stewart. También fue homenajeada en el décimo episodio de la primera temporada de la serie norteamericana Glee, transmitida por la cadena Fox.

## Versión de Girls Aloud
Fue interpretada por la banda de pop británica Girls Aloud como sencillo benéfico para Children In Need e incluida en su álbum "What Will the Neighbours Say?", esta versión fue producida por Brian Higgins y su equipo de producción, Xenomania. La pista se anunció diez días antes de su lanzamiento el 15 de noviembre de 2004. La canción logró alcanzar el puesto n.º 1 en el Reino Unido en la lista de (Official Charts Company) y en Irlanda en Irish Singles Chart.

### Antecedentes y composición
Una primera versión de "I'll Stand by You", que creó Xenomania, fue descrita como una "extraña versión, breakbeat modernista" y fue desechada, al hacer una versión actualizada de la canción original sería más adecuado para Children in Need. El estreno de la canción se anunció sólo diez días antes de su fecha de lanzamiento.  Nicola Roberts dijo: "Esperemos que salga bien ya que se trata de una gran cantidad de dinero que va a caridad.

### Vídeo musical
Fue dirigido por Trudy Bellinger. El video comienza mostrando a cada una de las integrantes de la banda en un desierto, mientras que empiezan a cantar, sopla el viento hasta que, en el clímax de la canción, comienza una tormenta y los miembros de Girls Aloud se unen y forman un círculo.

### Canciones y formatos
| UK CD1 (Polydor / 9869129) 1. «I'll Stand by You» — 3:44 2. «Real Life» — 3:41 UK CD2 (Polydor / 9869130) 1. «I'll Stand by You» — 3:44 2. «I'll Stand by You (Tony Lamezma's Club Romp)» — 5:05 3. What Will the Neighbours Say? Album Medley — 3:14 4. «I'll Stand by You» (video) — 3:44 5. «I'll Stand by You» (karaoke video) — 3:44 6. «I'll Stand by You» (game) | The Singles Boxset (CD7) 1. «I'll Stand by You» — 3:44 2. «Real Life» — 3:41 3. «I'll Stand by You» (Tony Lamezma's Club Romp) — 5:05 4. What Will the Neighbours Say? Album Medley — 3:14 5. «I'll Stand by You» (Gravitas Vocal Dub Mix) — 7:27 6. «I'll Stand by You» (video) — 3:44 7. «I'll Stand by You» (karaoke video) — 3:44 8. «I'll Stand by You» (game) |

### Listas
| Lista (2004)                       | Mejor posición |
| ---------------------------------- | -------------- |
| Irlanda (IRMA)                     | 3              |
| Países Bajos (Mega Single Top 100) | 85             |
| Reino Unido (UK Singles Chart)     | 1              |

| Lista (2004)       | Mejor posición |
| ------------------ | -------------- |
| Reino Unido (2004) | 34             |

| País           | Certification (Certificación) |
| -------------- | ----------------------------- |
| United Kingdom | Plata                         |

#### Sucesiones
| Predecesor: "Vertigo" por U2 | UK Singles Chart sencillo número uno 21 de noviembre de 2004-28 de noviembre de 2004 | Sucesor: "Do They Know It's Christmas?" por Band Aid 20 |

## Versión de Carrie Underwood
«I'll Stand by You» fue grabada nuevamente en 2007 por Carrie Underwood, la canción fue lanzada como sencillo a la caridad, grabado para el programa Idol Gives Back que fue estrenado el 25 de abril de 2007.
Carrie Underwood interpretó la canción durante su viaje a África, donde la canción fue usada como ambientación para un video de la canción, donde Underwood interactúa con muchos niños. El sencillo y el video fueron lanzados en Itunes Store el 26 de abril de 2007. Ryan Seacrest anunció que todo el dinero recaudado por la canción y el video sería donado a la caridad para ayudar a niños pobres en el mundo.
En su primera semana, la canción vendió más de 124.496 copias digitales, y debutó en el número seis de Billboard Hot 100, el debut más alto de Underwood detrás de "Inside Your Heaven" que debutó en el número uno de esta lista.
Finalmente, su venta en iTunes fue interrumpida, al mismo tiempo que la canción tuvo uno de los bajones más altos en la historia del Hot 100. La canción logró recaudar más de 300 000 copias digitales, y, tal como lo prometieron, todo el dinero fue donado a la caridad. La canción también fue reproducida en las radios country de Estados Unidos sin que la discográfica se lo hubiera pedido.
Underwood interpretó la canción en la final de la 6° temporada de American Idol el 23 de mayo de 2007.

### Vídeo musical
El video fue filmado en África. Underwood es vista cantándole a un grupo de niños y ayudándoles a realizar trabajos manuales como pinturas e incluso a tocar instrumentos. En una escena del video, ella está caminando por un cementerio con una niña entre sus brazos, y un niño caminando con ella con flores en la mano. Casi al final del video, Underwood es vista llorando, mientras habla con un hombre parapléjico.

### Listas
| Lista (2007)                       | Mejor posición |
| ---------------------------------- | -------------- |
| Canadá (Canadian Hot 100)          | 10             |
| Estados Unidos (Billboard Hot 100) | 6              |
| Estados Unidos (Hot Country Songs) | 41A            |

- A Fue listada a pesar de no ser solicitada.